# Siddharta (roman)
‎
Siddharta je roman nemškega pisatelja Hermanna Hesseja, ki je prvič izšel leta 1922. V preprostem, a izrazno močnem pesniškem jeziku, pripoveduje o mladem brahmanu Siddharti, ki skozi življenje ugotovi, da prek obstoječih naukov ne more prodreti v globine svoje notranjosti, zato išče sebi lastno pot in na koncu najde razsvetljenje.
V slovenščino jo je prevedel Jaroslav Novak.